# YOHO WEST

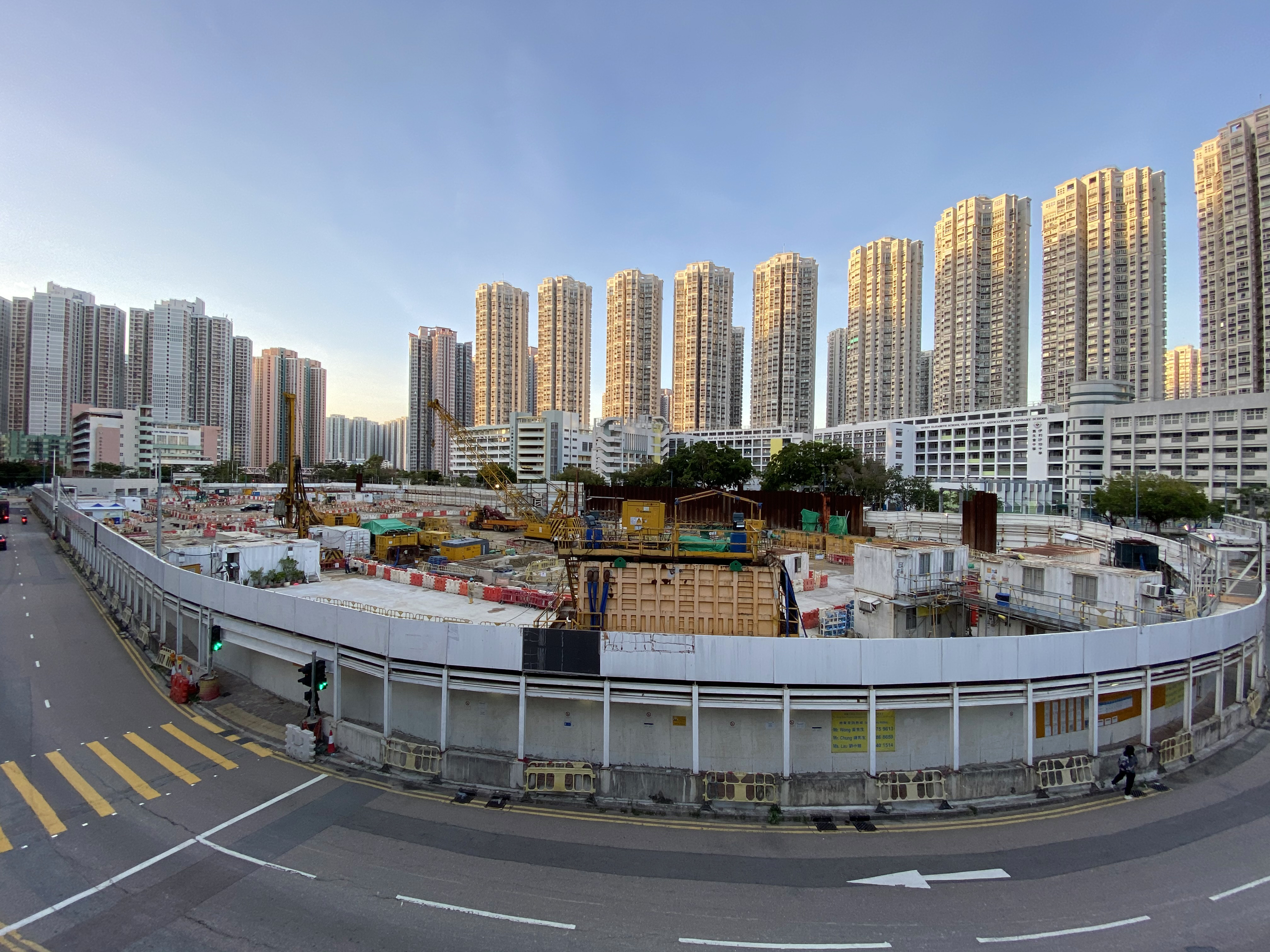
YOHO WEST地盤（2020年8月）

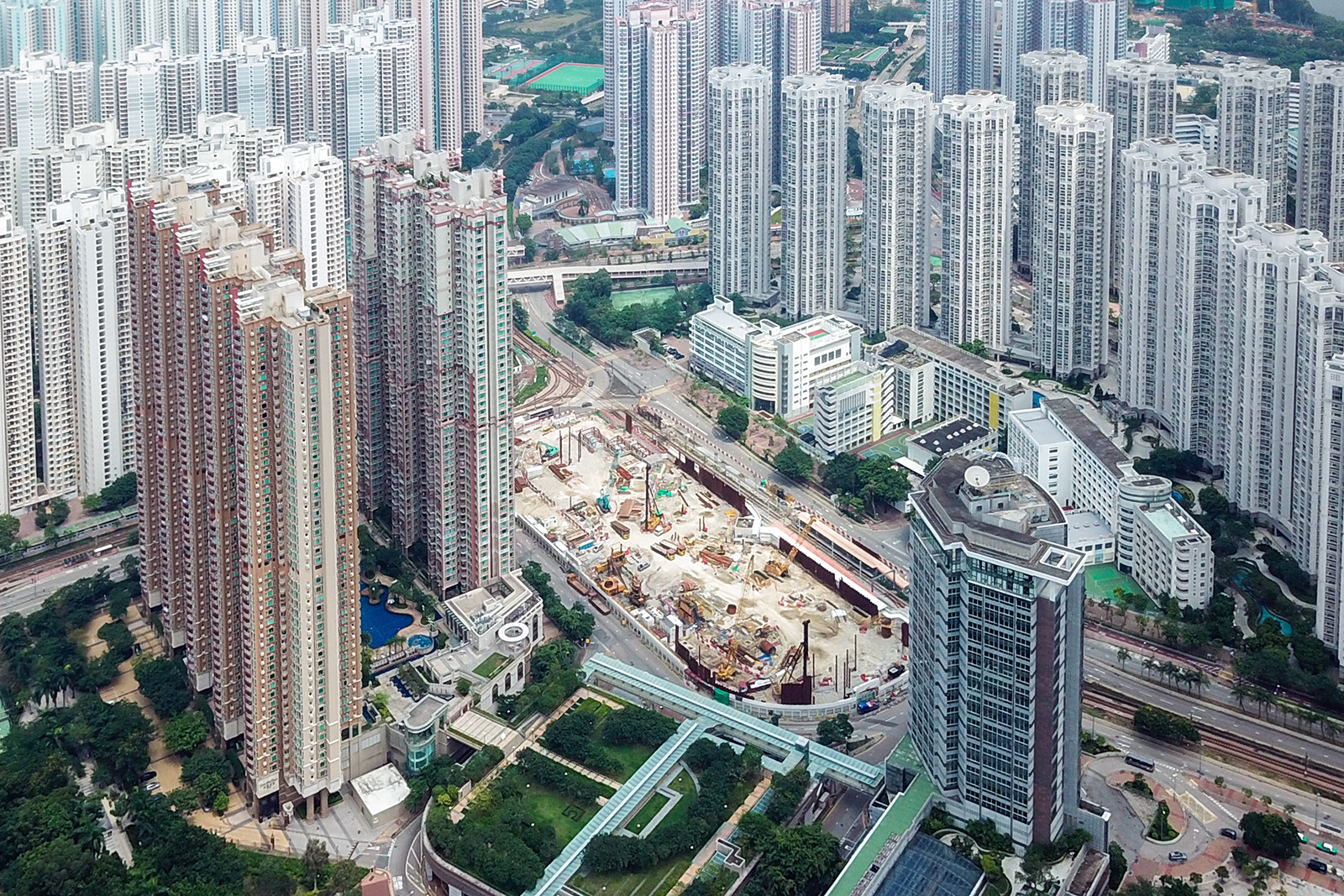
YOHO WEST地盤（2018年9月）

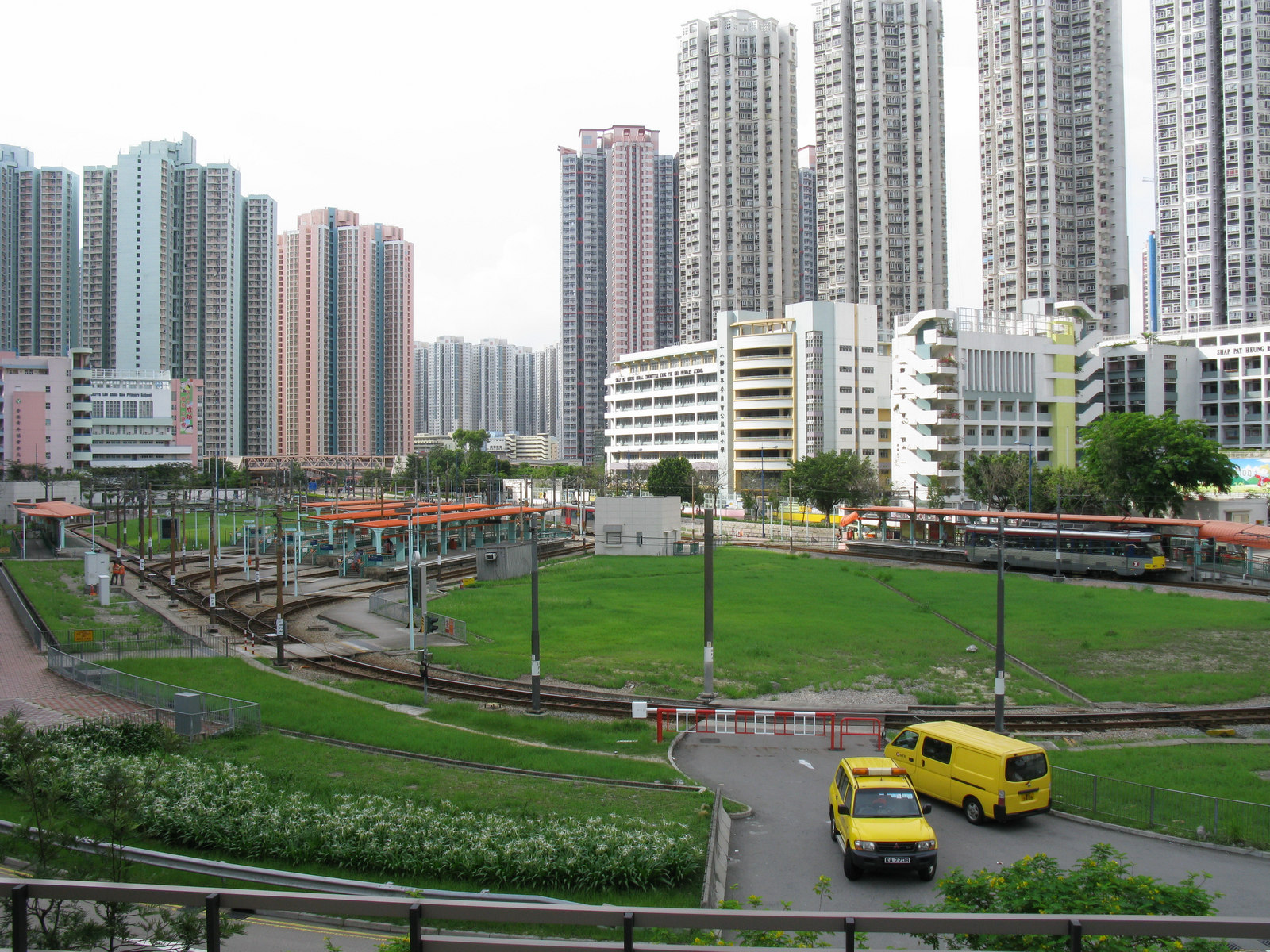
YOHO WEST位於輕鐵天榮站上蓋（2009年6月）

YOHO WEST位於香港新界元朗區天水圍天城路、天榮路及天恩路之交界的輕鐵天榮站原1-5號月台的上蓋，即天水圍市地段第23號。項目早於1996年由九廣鐵路公司策劃，於2007年兩鐵合併時由港鐵公司購入，2015年由新鴻基地產奪得發展權。地盤面積約19.62萬平方呎，可建樓面面積約98.23萬平方呎，其中約98萬平方呎用作興建私人住宅，其餘約2,206平方呎用作商業用途。整個項目項目不設限呎限量條款，由3幢42層大樓及地庫停車場組成，提供約1,800個單位，原定預計於2021年落成。其後由於月台出現超標沉降推遲至2024年9月30日落成。該項目首阶段车站月台搬迁及平整工程已於2017年1月完工，地基工程正在展开。2023年8月29日，新鴻基地產將項目命名為YOHO WEST。

## 設計
按港鐵早前提交予城規會的文件顯示，天水圍天榮輕鐵站上蓋物業發展包括4幢樓高43層的建築物，當中包括3層平台分別作輕鐵總站、停車場、住客會所及住客平台花園之用，整個項目共提供約1,500個住宅單位，平均單位面積約為600方呎，另外附設287個私家車停車位及25個電單車停車位。
然而，新鴻基地產奪得天榮站上蓋物業發展權後在2015年3月提交予城規會的文件顯示，上蓋物業發展由4幢43層大樓更改為3幢42層大樓，停車場改設於地庫，以籍此增加空氣流通性及改善環境。
項目由梁黃顧建築師事務所設計。

### 以往設計的批評
項目的設計曾經被鄰近居民、學校學生以至地區人士批評，他們不滿港鐵未有全面諮詢公眾，卻計劃在輕鐵天榮站興建屏風樓。有學生坦言，如有關樓宇落成後，平台花園高度會超過對面三所學校校舍，兩者一街之隔的距離僅十幾米。受影響的三所學校，到時會像三文治般，一邊是屏風樓，一邊緊貼嘉湖山莊麗湖居的十幢大廈，數千名學生及教職員將夾在中間，將會嚴重影響該區空氣流通。地區人士則不滿政府假諮詢，敷衍反對意見，並重申要求以新指引審批港鐵所指出的建築圖則。對於港鐵作為政府最大股東的企業，只顧賺錢，漠視新政府指引，制造屏風樓，令周邊居民感到環境的壓逼感。
2011年4月19日，逾百名天水圍居民及學生舉行集會，進行「向屏風樓說不」的靜坐活動，過百名參與活動的居民及該校師生高呼「港鐵屏風樓，居民無氣抖」的口號，希望政府利用該地興建社區中心，為該區居民提供更多娛樂。伊利沙伯中學舊生會中學校長劉修妍指，政府經常強調可持續發展，卻批准興建損害環境的樓宇項目，希望政府可以身作則，拒絕有關項目的申請。
地政總署發言人表示，有關港鐵在天水圍輕鐵天榮站的批地申請，當局正按適用程序處理，包括提交地區地政會議討論等，聽取市民對有關發展的意見。而港鐵發言人表示，早於1995年當時的九鐵已計劃在天水圍區輕鐵上蓋發展物業，天榮站上蓋的規劃發展已通過相關法定程序。

## 招標出售

### 第一次招標
項目於2013年1月18日起首次招收意向書，1月24日下午2時截止。市場人士指，項目估值約20億至34.38億元。港鐵發言人表示，項目不設限呎及限量條款，目前正與政府商討補地價事宜。到了2月19日截收標書當天，卻只收到兩家發展商提交的文件，並無發現有關天榮站發展項目的標書。是港鐵項目招標歷來首宗「零標書」紀錄，更演變為即日流標。市場普遍估計，因項目補地價高，日後需賣建築呎價7000元方可獲合理利潤，遠高於區內二手呎價，令發展商轉軚放棄入標。

### 第二次招標
2013年12月19日，港鐵公布，輕鐵天榮站物業項目由12月20日起招收發展意向書，12月27日下午2時截止。項目於12月27日截收意向，獲19份意向書，包括長實、新地、會德豐、金朝陽、南豐、華懋、麗新發展、嘉里及泛海等。
到12月30日，港鐵公布項目即日起推出招標，並於1月21日截標。為防流標重演，招標條款加入三項條款。包括發展商只須提交「一口」地價、毋須與港鐵分紅，發展商日後毋須與港鐵分享賣樓收益，令整個招標過程，相近於西鐵項目的「一口價」投標形式；其次，港鐵設立回購機制，有權在發展項目落成後，向中標發展商提出以項目市值的1.6倍價錢回購；以及由港鐵負責重置輕鐵站的前期工程費4.1億元。
對於招標條款大變，港鐵發言人回應，在考慮天榮站今年初招標時的市場反應，以及發展用地時輕鐵站月台設施需事先搬遷及重置的特殊要求，再考慮到現時物業市場的情況，因此與地政總署達成有關的財務協議。消息人士透露，有別於對上一次招標列明發展商須支付26.863億元的補地價金額，是次標書只要求發展商提交其所願意支付的保證地價，實際補地價金額再由港鐵與地政總署商討，令批地過程中的彈性增加。
至於地政總署方面則補充，就地價而言，經考慮所接獲的標書後，如政府從港鐵得到的地價是相等或高於地政總署所釐定的底價，政府才會把土地批予港鐵。
2014年1月21日，項目截標，僅接獲3份標書，包括長實、新地及信置入標，反應較預期遜色。
2014年1月30日，港鐵認為投標方案未能符合財務要求，不接納任何有關物業項目的標書，再次流標收場。

#### 曾經考慮改作居屋發展
港鐵天水圍天榮站項目兩度流標，發展局局長陳茂波在2014年2月8日出席商台節目《政經星期六》時透露，政府考慮把這塊地皮改為興建居屋，預計可建1,600個單位。他表示，這種做法在技術上「完全可行」，上蓋發展權現屬於港鐵，若要發展，需先購回發展權。政府雖是港鐵大股東，但港鐵是獨立上市公司，因此不敢揣測港鐵方面的取態。他認同天榮站地點交通方便，技術上需要先搬站，但成本上「計到數」，會繼續與港鐵探討。
城市大學建築科技學部高級講師潘永祥表示，天榮站地皮兩次流標，足以反映市場出價與政府預期相距甚遠，亦反映業界認同市況不明朗，若政府保留地皮日後重新招標則屬不智，他認同改作居屋發展之舉可行。
惟港鐵發言人回應表示，正積極為項目研究最可行的發展模式和財務安排，未必只有售回予政府。

### 第三次招標
2015年1月12日至2月5日，天榮站上蓋項目第3次招標，共收到21份意向書、4份標書，標書包括新鴻基地產、恆基地產、信和置業及遠東發展。2月9日，港鐵公司公佈招標結果，由新鴻基地產奪得天榮站上蓋物業發展權，市場估值17億港元，新鴻基副董事總經理雷霆表示將發展中小型住宅，預計投資額約70億元。
2015年7月16日地政總署資料顯示，天水圍輕鐵天榮站項目，涉及補地價金額15.1899億元，以總樓面約98萬2千多方呎計算，补地价每平方尺約1500元。
2023年8月29日新鴻基地產宣佈，天水圍輕鐵天榮站項目命名為「YOHO WEST」。

## 物業
項目分兩期發展，第一期提供1,393伙單位，預計最快在2023年9月初取得預售文件，並公佈樓書及開放示範單位，料9月底正式開售。

## 工程引致月台出現超標沉降
2018年7月，運輸及房屋局長蘇偉文在立法會大會上透露，輕鐵天榮站月台受上蓋工程影響，出現超過80毫米沉降，需要停工。但沉降未有停止，6月29日屋宇署接獲通知指沉降錄得86毫米，到7月23日，沉降已擴至89毫米。元朗區議會在7月30日召開特别會議商討問題，區議員批評屋宇署、機電署和港鐵漠視當區居民安全。地盤到2018年年中起停工。
到2019年5月，住宅地盤工程因沉降幅度持續惡化，達95毫米而須繼續停工，發展商新地要求屋宇署將沉降停工指標大幅放寬至150毫米，認為不會影響鐵路服務及公眾安全。

## 周邊建築
- 柏慧豪園
- 柏慧豪廷
- 伊利沙伯中學舊生會中學
- 十八鄉鄉事委員會公益社中學
- 十八鄉鄉事委員會公益社小學
- 嘉湖銀座
- 嘉湖海逸酒店
- 嘉湖山莊麗湖居

## 外部連結
- 官方网站
- YOHO WEST的Instagram帳戶